# アヴローラおくしり
アヴローラおくしりは、ハートランドフェリーが運航していたフェリー。船名はローマ神話の夜明けの女神アウローラのロシア語読みに由来する。

## 概要
第五ひやまの代船として内海造船瀬戸田工場で建造され、1999年4月に就航した。
1993年7月12日に発生し、奥尻島に甚大な被害を出した北海道南西沖地震からの復興宣言が、就航前年の1998年に出されたことから、船名は夜明けの女神から命名された。
1999年8月19日に天皇皇后が奥尻島を行幸啓した際には、本船をお召し船として瀬棚港 - 奥尻港 - 江差港で運航した。
2008年にはハートランドフェリーへの社名変更に伴い、塗装は「H」をかたどった社章をベースに濃紺の基本色にブナ林の紅葉をイメージしたオレンジを加えたデザインを施した。
カランセ奥尻の就航により、2017年4月30日に引退、その後、奥尻町海洋研修センター(ワラシャード21)横の虹ヶ丘公園近くの岸壁へバース移動、係船された後、2017年5月8日フィリピンのセブ島へ向けて奥尻港を出発した。

### 航路
奥尻航路
- 江差港 - 奥尻港（奥尻島）
- 瀬棚港 - 奥尻港（5月-10月のみの季節運航）

通常は本船のみで就航するが、ドック期間中は代船が配船される。

## 設計
・二軸、二舵を備えた旅客船兼自動車航送船で、全通した車両甲板への自動車の乗降は、船尾に装備されたランプドアから行う。
・球状船首およびスプリット船尾を採用し、推進性能の向上をはかっている。
・航海中の横揺れを防ぐためのアンチローリングを備えているほか、バウスラスターおよびシリンダーを装備し離接岸の効率化をはかっている。

## 船内

### 船室
- 特別室（1室）
- 一等 - ラウンジ席、和室（1室）
- 二等 - イス席、座敷席、優先席（バリアフリー対応）

### 設備
- 案内所
- 売店

## 事故・インシデント
2006年4月28日、16時42分ごろ、奥尻港から江差港に向かって航行中、2号補機が異音と振動を発したため、1号補機に運転を切り替え、航行を継続した。点検の結果、2号補機の過給機内部の損傷が確認されたため、過給機は新造品と交換された。事故原因は、2006年4月に施工した第一種中間検査で2号補機の過給機の分解整備を行った際に、取り外し・取り付け作業の不備でワッシャ、スペーサが脱落、運航復帰後に補機を運転した際に過給機に吸い込まれ内部を損傷したものであった。